# Mănăstirea Glavacioc
Mănăstirea Glavacioc este o mănăstire ortodoxă din județul Argeș, una dintre cele mai vechi din țară.

## Localizare
Este situată la circa 64 km sud-est de orașul Pitești și 35 km sud de orașul Găești. Mănăstirea este așezată pe o colină din marginea satului Glavacioc, în apropiere de râul Glavacioc.

## Etimologie
În legătură cu numele satului de origine slavă, Iorgu Iordan pune cuvântul Glavacia între denumirile care arată forma sau înfățișarea locului. Bogdan Petriceicu Hasdeu afirmă că forma mai veche a fost Glavaciov. În secolul al XVI-lea apare forma Glavaciog, iar forma Glavacioc apare după secolul al XVIII-lea.
O legendă locală pune originea denumirii pe seama găsirii craniului (gleava) unui boier străin (ciocoi) în albia râului Glavacioc.

## Istoric
Despre mănăstire nu există date certe cu privire la înființarea ei, dar se consideră că este din vremea lui Mircea cel Bătrân.
Prima atestare documentară a Mănăstirii Glavacioc datează din anul 1441, când Vlad Dracul întărește proprietatea mănăstirii asupra unui sat dăruit de banul Radu. Banul Radu este primul dregător cu această calitate care apare în sfatul domnesc al lui Mircea cel Bătrân înainte de anul
1400, ceea ce ne indică faptul că mănăstirea exista la începutul secolului al XV-lea.
Profesorul Constantin C. Giurescu identifica Mănăstirea Glavacioc cu Mănăstirea Strugalea, menționată într-un document din 11 mai 1409, scris în cetatea Giurgiului. Prin acest document voievodul Mircea cel Bătrân scutește de slujbe și  dăjdii un sat ce se chema Pulcouti, dăruit respectivei mănăstiri.  Dintr-un hrisov domnesc al lui Radu cel Mare, datat la 20 iulie 1507, aflăm că Mircea cel Bătrân ar fi dăruit în vremea sa Mănăstirii Glavacioc satul Călugăreni de pe Neajlov și un alt sat cu același nume, aflat pe râul Teleorman.
Nepotul lui Mircea cel Bătrân, Vlad al IV-lea Călugărul a rectitorit mănăstirea distrusă, probabil, odată cu invazia otomană din anul 1462. El ridică din temelie o biserică din zid în locul celei din lemn, înzestrează mănăstirea cu multe venituri și moșii și folosește Glavaciocul ca reședință domnească. Este înmormântat aici în septembrie 1495. Fiul sau, Radu cel Mare, a isprăvit biserica și a întărit proprietățile. 
Hamza, banul Craiovei, și Marga cea tânără (fiica lui Matei - banul din Caracal) sunt alți binefăcători ai mănăstirii. Alexandru al II-lea Mircea întărește o parte din satul Obislav, dăruit de fiica lui Hamza pentru sufletele celor patru fii ai săi uciși în septembrie 1568 și înmormântați în această mănăstire.
Dovezi de vechimea mănăstirii sunt și în hrisoavele și actele domnești ale lui  Neagoe Basarab - 30 iulie 1512, Mihnea al II-lea Turcitul - 8 ianuarie 1580, ale lui Matei Basarab - 14 aprilie 1643 și 27 octombrie 1645.
Cea dintâi refacere aparține lui Mihnea al II-lea Turcitul, care a construit și chiliile precum și clopotnița din piatră.
Paul de Alep, care a însoțit pe patriarhul Macarie de Antiohia în țările române, scrie în notele lui în anul 1657: "Biserica este mare și cu o arhitectură frumoasă, având două turle, una deasupra navei, cealaltă deasupra corului. Pe cele patru coloane sunt patru arcuri pe care este rezemată turla. (...) Chiliile mănăstirii toate sunt din piatră". Asemănând-o cu "biserica Adda din ținutul Tripoli", Paul de Alep menționează că nu a mai "văzut în această țară nici o altă biserică care să poată fi asemănată acesteia".
Între 1701-1704, când domn era Constantin Brâncoveanu, s-a făcut a doua renovare fiind egumen Ștefan. Constantin Brâncoveanu reface casa domnească și pivnița mănăstirii.
În anul 1802, în urma unui cutremur, biserica se dărâmă. Este refăcută din temelii de Eforia Școalelor prin boierul paharnic Costache Faca între anii 1840-1843. În 1858 biserica este închisă din cauza degradării.
Egumenul mănăstirii, arhimandritul Misail, scria ministrului Instrucțiunii: "Sosind timpul în care nu mai poate fi locuit într-o casă căreia îi lipsește uși, ferestre, dușumele și parte din învelitoare, iar mai cu seamă bisericii după ce că-i lipsește ferestrele fiind căzute, apoi amenință și pericol, precum din ordinul sfintei Mitropolii, s-a dat voie a se închide. E trist, Domnule Ministru, a ne uita la zidurile bisericii și să nu putem merge într-însa spre slujbă. Suntem aici ca să suferim lipsa ei, căci glasul ce am ridicat strigând să ni se repare mânăstirea ni s-a răgușit; nu mai avem nici unde trăi, căci au căzut uși, ferestre, tavanul, pericol ce ar face să se pună la cale reparația mănăstirii".
Mănăstirea a avut un rol de prim ordin în rețeaua așezămintelor sfinte din Vlașca, devenind, la un moment dat, chiar reședință a județului.
În perioada comunistă, mănăstirea a fost transformată în biserică de mir. O nouă reparație a ansamblului s-a făcut în anii 1974-1976, când s-a refăcut și clădirea chiliilor, care a fost acoperită cu tablă.
În 1991, prin purtarea de grijă a PS Episcop Calinic al Argeșului și Muscelului, mănăstirea este redeschisă, având ca stareț pe ieromonahul Crețu Claudiu Casian. Procesul de restaurare a mănăstirii continuă și astăzi.

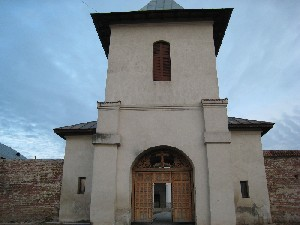
Clopotniţa mănăstirii Glavacioc

## Descrierea mănăstirii
Biserica este în formă de cruce, cu ziduri groase din cărămidă. Catapeteasma este din lemn nesculptat. Naosul este delimitat de pronaos prin 2 stâlpi (dreapta-stânga) marginali. Altarul este luminat de o singură fereastră pe peretele din răsărit, iar naosul și pronaosul primesc lumină fiecare de la câte două ferestre. Pardoseala este din lespezi de piatră. Are o singură turlă pe naos. Pridvorul este închis, cu pereții din interior văruiți în alb.
Acoperișul bisericii este din tablă. Pereții exteriori sunt simpli, văruiți în alb.
Clopotnița, construcție refăcută după 1991, se află la 15 m în fața bisericii.
Clădirile chiliilor înconjoară biserica, ele ținând loc și de ziduri împrejmuitoare.

## Viața duhovnicească
Încă din trecutul îndepărtat, în mănăstire s-a dus o viață duhovnicească superioară. Dintre egumenii mănăstirii, doi au ajuns mitropoliți ai Ungrovlahiei: Varlaam al II-lea (egumen între 1660-1670), Grigorie al II-lea de la Colțea (fost egumen între 1758-1761), făcut mitropolit la 26 iulie 1760, iar alți 3 au ajuns arhierei. Vlădica de Cerveno (fost egumen 1770-1783) episcop în orașul Cerveno la sud de Rusciuc, Venedict episcopul (egumen 5 iulie 1642-14 aprilie 1643) și Calistrat Sevastios (23 iunie 1861-1 octombrie 1862). Biserica a fost considerată închisă din 15 februarie 1858, dar ultimul egumen, Calinic Protosinghelul, a activat între 1 octombrie 1862-13 decembrie 1863, iar anterior acestuia, tot după 1858, a fost egumenul Calistrat (1861-1862).

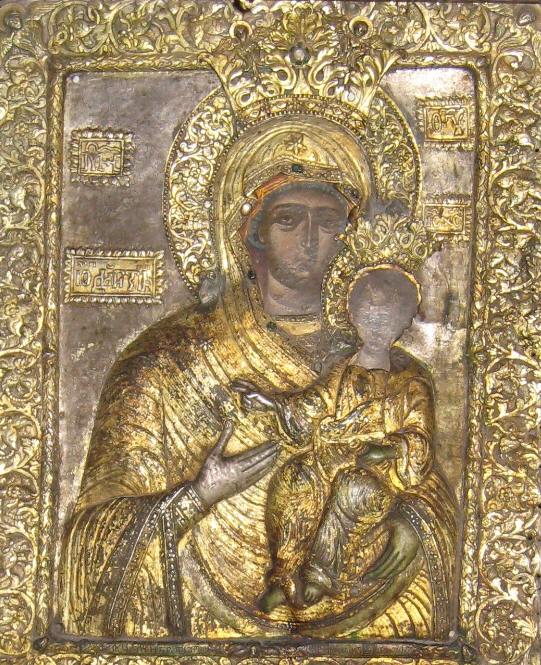
Icoana Maicii Domnului de la Mănăstirea Glavacioc

## Legende
Începuturile mănăstirii sunt învelite în neguri de legendă. Se spune că pe locul unde este construită Mănăstirea Glavacioc, în timpul lui Mircea cel Bătrîn, un cioban a găsit într-o peșteră o icoană făcătoare de minuni, ce poartă chipul Fecioarei Maria. Atunci, voievodul a decis construirea acestui lăcaș sfînt. La icoana cu chipul Maicii Domnului s-a închinat și s-a rugat și Vlad Țepeș ori Vlad Dracul, să câștige bătăliile cu dușmanii românilor. Acea icoană a fost luată la un moment dat de niște călugări și dusă la Mănăstirea Curtea de Argeș. A doua zi dimineață, când au intrat călugării în mănăstire, s-au închinat când au văzut icoana așezată la locul de unde fusese luată.
De asemenea, lângă mănăstire se află un izvor, despre apa căruia se spune că este făcătoare de minuni. Acesta izvorăște de sub altarul bisericii și iese la suprafață la poalele colinei pe care este așezată mănăstirea. Apa lui formează un mic lac. La izvor se află un monument refăcut în anul 1945 și un altul construit în 2007.
Legenda spune că Vlad al IV-lea Călugărul s-a tămăduit de o boală de stomac de care suferea bând din apa izvorului.

## Fotogalerie

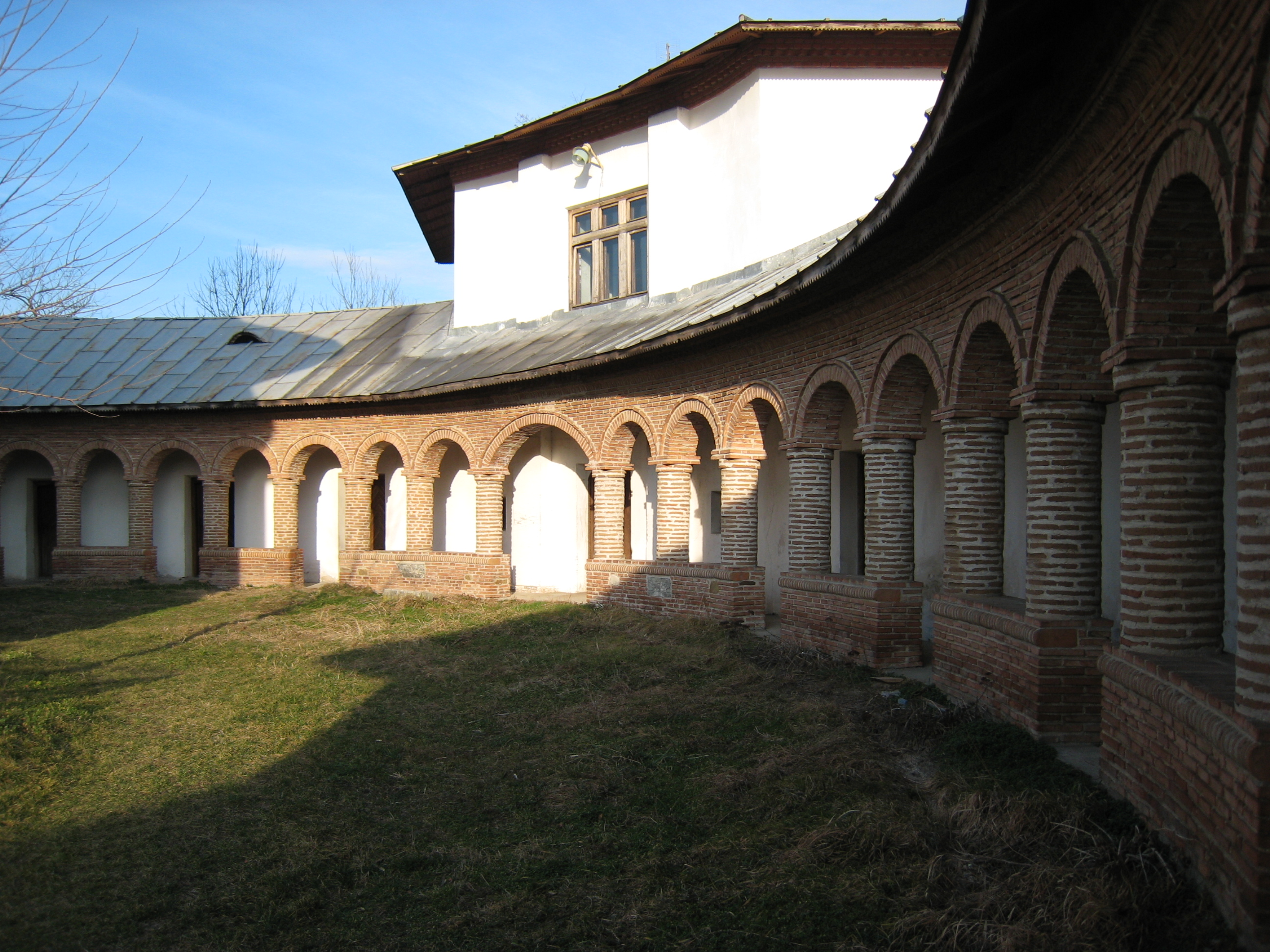
Chiliile din partea de sud a bisericii
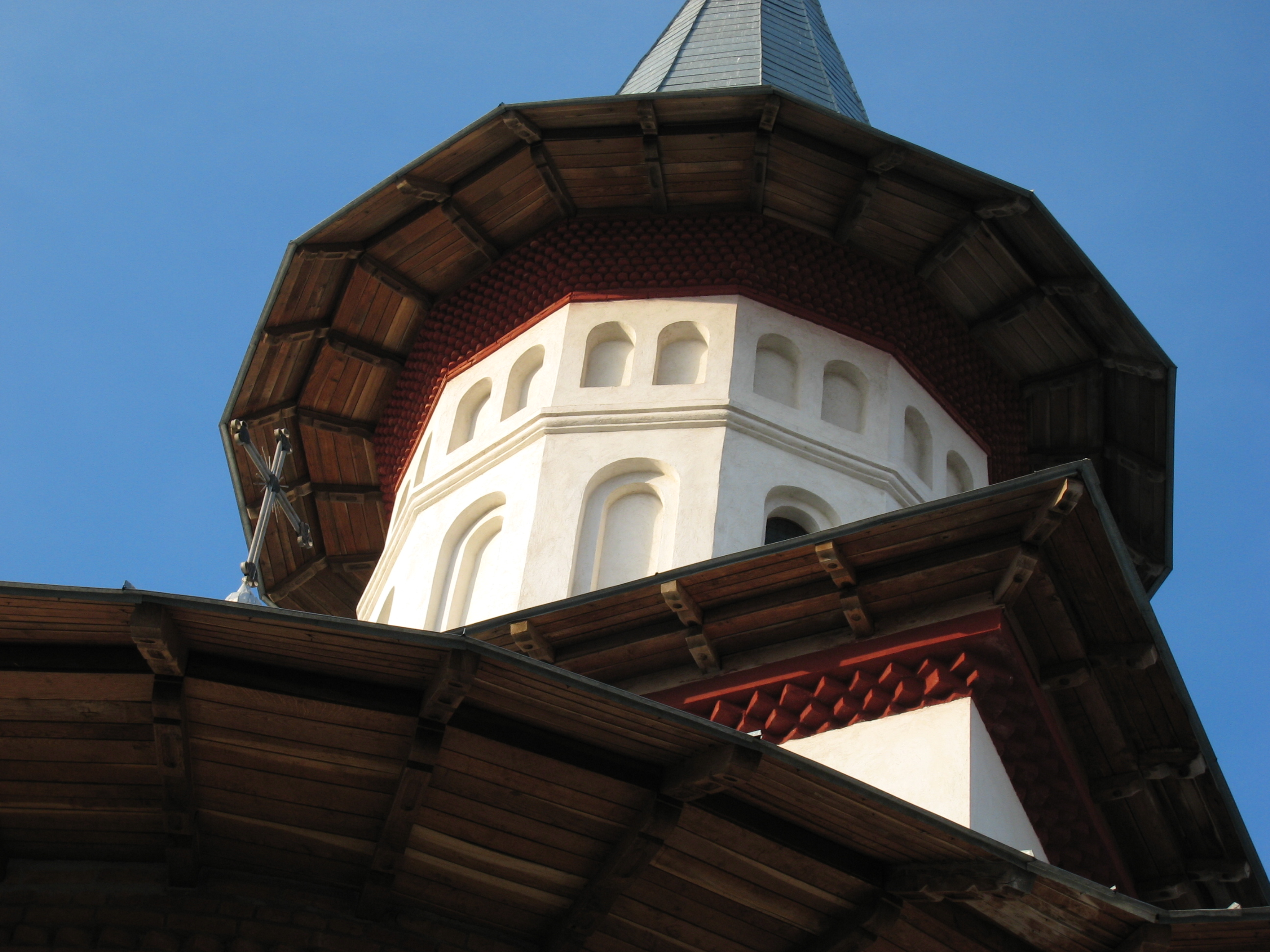
Turla bisericii văzută din partea de sud
Plafonul intrării în curtea mănăstirii
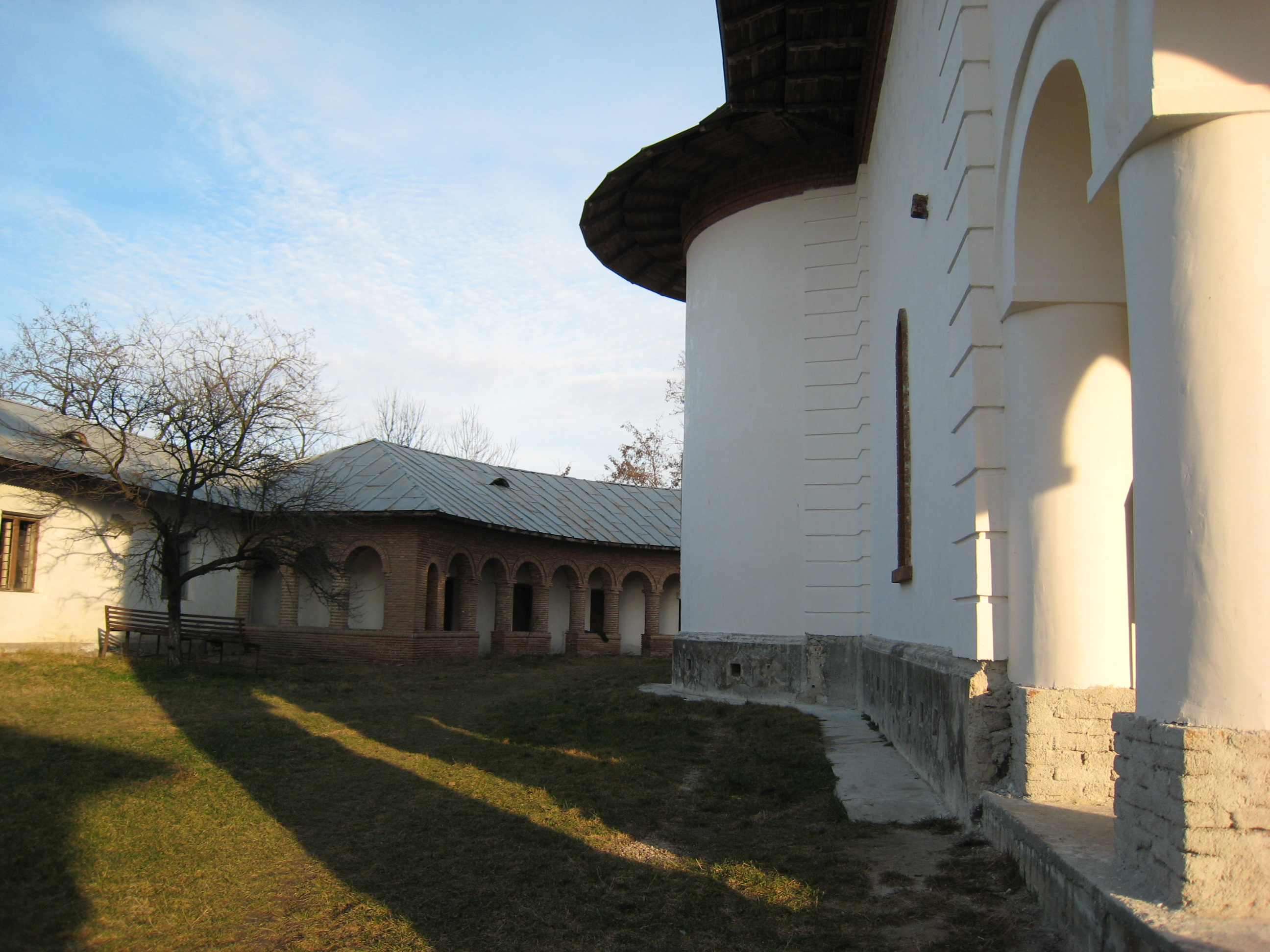
Peretele nordic al bisericii
Trapeza mănăstirii
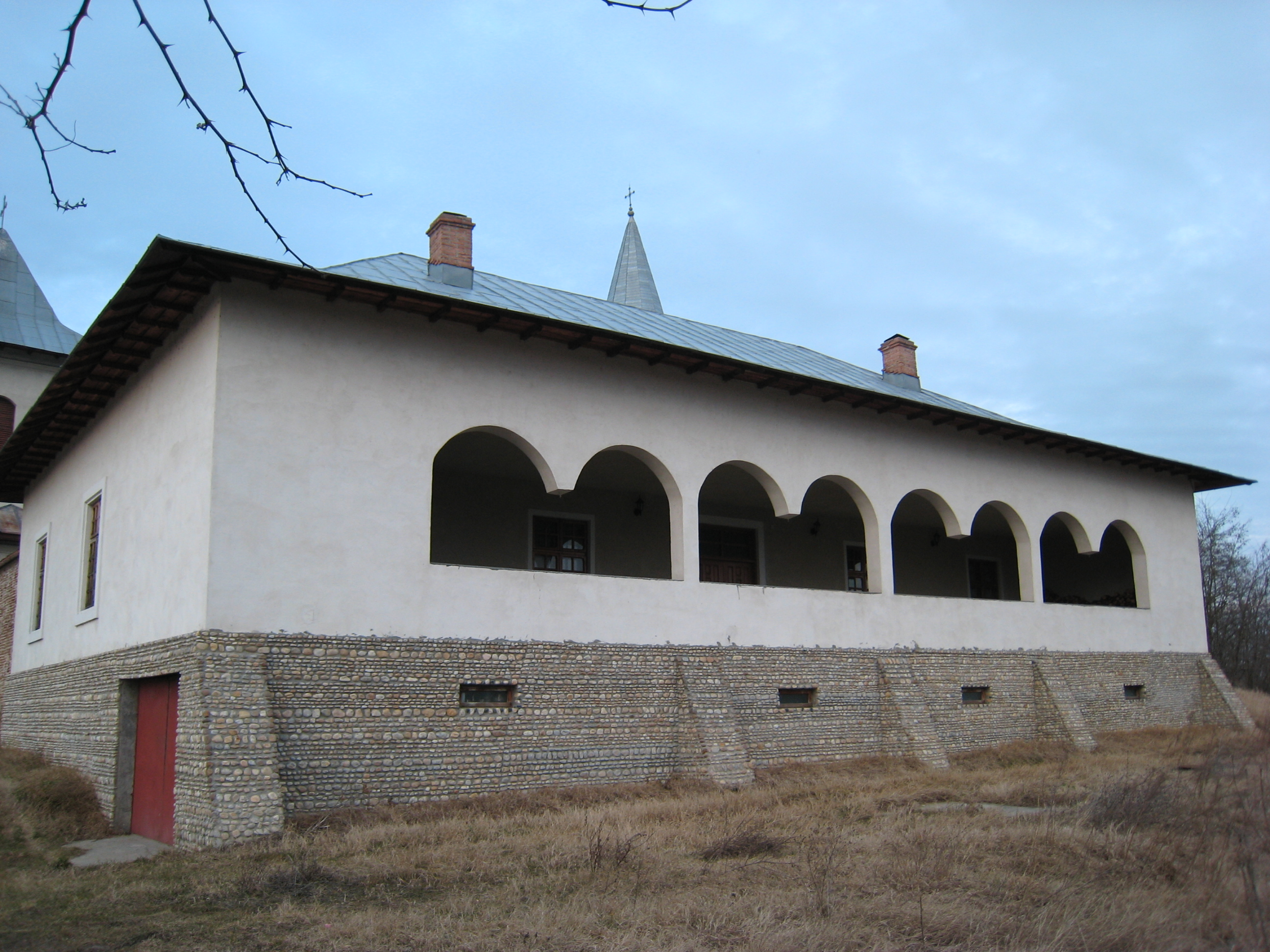
Chiliile din sud, văzute din exteriorul mănăstirii
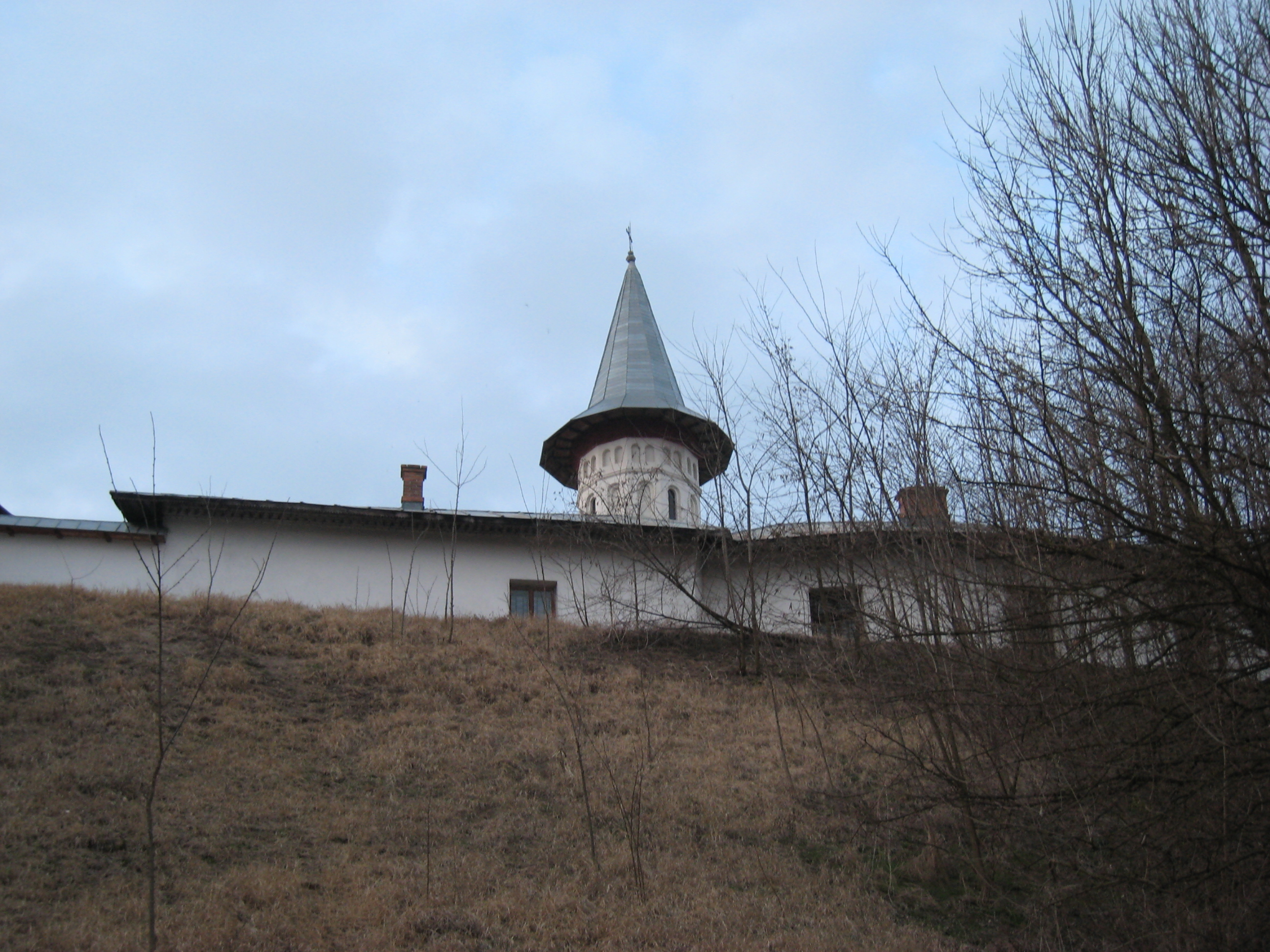
Mănăstirea văzută de la izvor
Izvorul
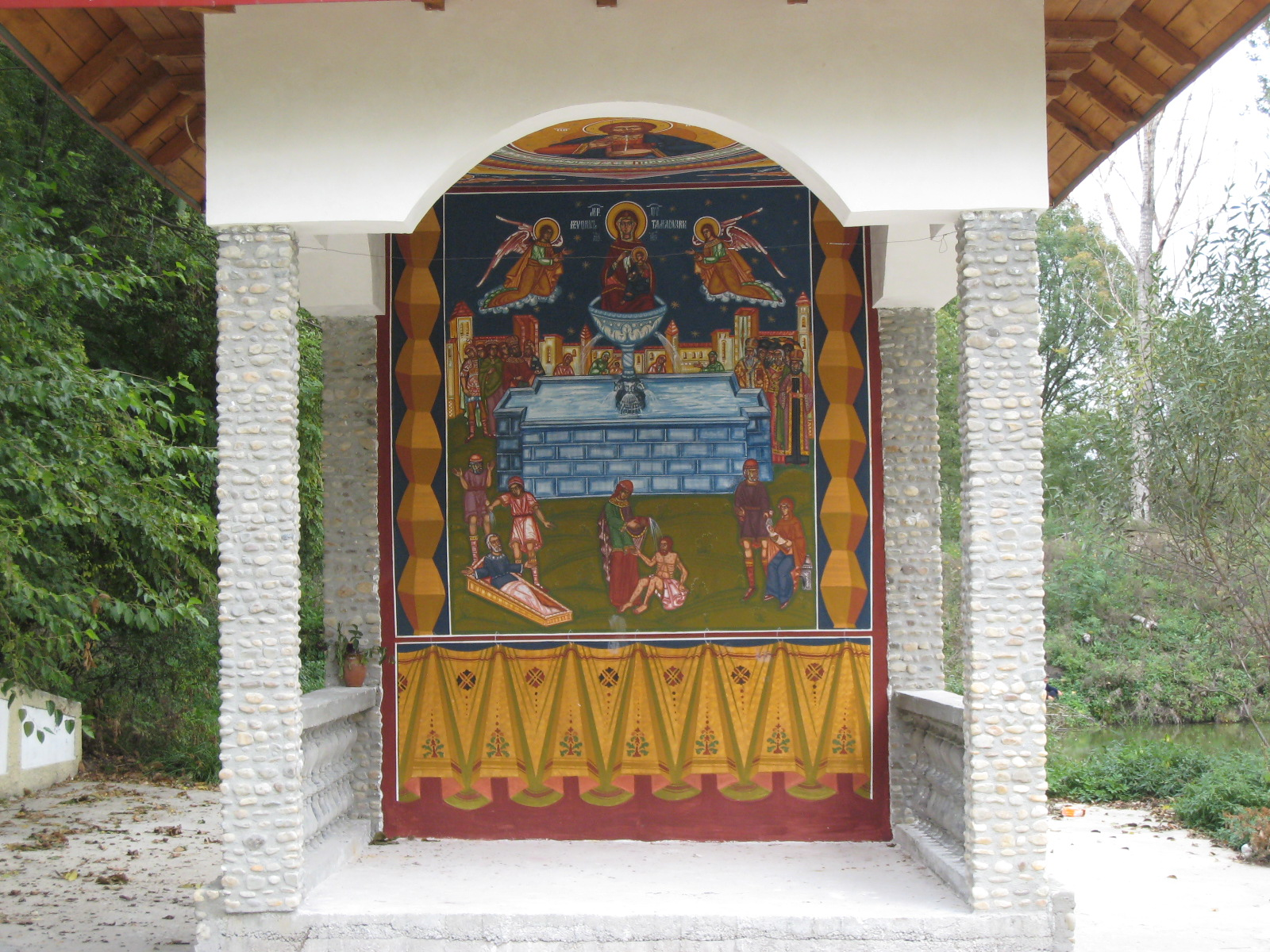
Monumentul construit lângă izvor în anul 2007
Lacul